# Redipiano
Redipiano è una frazione di 630 abitanti del comune di San Pietro in Guarano, nella Provincia di Cosenza. Il centro abitato principale è composto da due quartieri, la Redipiano propriamente detta, una zona pianeggiante, e Cozzomare, in posizione più elevata; nelle campagne circostanti si incontrano altri centri abitati quali Terratelle, Vucita, Cerasito, Cervali, Scrittisani, che si trovano separati dal nucleo principale. Il paese comunque si articola seguendo una strada principale, lunga circa 2 km.
Sorge ai piedi della Sila a 834 metri s.l.m. (quota riferita a piazza Frate Umile), e da esso si scorge l'immenso panorama della valle del
Crati, nella quale si adagia la città di Cosenza. 
Importante è la chiesa principale del paese, dedicata allo Spirito Santo, all'interno della quale si conserva la statua della Madonna di Costantinopoli, patrona della frazione. La chiesa fu edificata da Frate Umile, al secolo Antonio Marsico, francescano locale che dedicò la sua vita alla preghiera e alla questua per la costruzione sia della chiesa sia del convento delle Suore Piccole Operaie dei Sacri Cuori.

## Storia
L'edificazione del centro abitato è relativamente recente. Nell'Ottocento venne edificata una prima piccola cappella, ampliata poi fino ad ospitare un convento negli anni venti da Fra Umile. Il nome deriva da alcune locuzioni dialettali tradotte una con "andate piano " , l'altra locuzione dialettale "arriéri ú chjànu" ovvero "dietro il piano " , divenendo così Redipiano, ovvero "Re del Piano" in quanto il centro abitato domina l'intera valle in cui sorgono i principali centri abitati (San Pietro in Guarano, San Benedetto e Padula).
Nel 1931 la zona venne congiunta a Cosenza dalla linea Cosenza - Camigliatello Silano (di cui era previsto il prolungamento - mai completato - fino a Crotone) creando tutti i presupposti per il popolamento, che prenderà vigore nel secondo dopoguerra, da parte degli abitanti dei piccoli centri vicini preesistenti, alcuni dei quali oggi disabitati, e di San Pietro in Guarano, la sede comunale. Anche da qui però, prenderà piede il flusso migratorio verso i centri industriali del Nord Italia.

## Collegamenti
Il paese è collegato a San Pietro in Guarano dalla strada comunale Silana, da dove si congiunge con la provinciale 229 per raggiungere Cosenza. La strada raggiunge anche lo svincolo della statale 107 e la Sila in zona Montescuro. 
Importante collegamento per il paese era la stazione ferroviaria, posta a 836 metri s.l.m., sulla linea a scartamento ridotto Cosenza-San Giovanni in Fiore,  gestita dalle Ferrovie della Calabria e attualmente in uso solo per treni turistici.